# Soy Luna
Soy Luna je argentinský dramatický televizní seriál na způsob telenovely, který měl premiéru 14. března 2016 na Disney Channel Latinská Amerika a na českém Disney Channelu měl premiéru 5. září 2016.
Seriál vypráví příběh Luny Valente, které život se změní s opuštěním rodného Cancúnu a příchodem do Buenos Aires. Každá série obsahuje 80 epizod kromě poslední serie.
V březnu 2017 započalo turné Soy Luna en Concierto, které začínalo první částí v Latinské Americe, a pokračovalo evropskou části v lednu 2018, kde začalo ve španělské Barceloně pod názvem Soy Luna LIVE a skončilo evropskou částí v dubnu 2018 v Bruselu, Belgie. Následně se vrátilo na koncerty v Latinské Americe pro léto a podzim 2018 pod názvem Soy Luna en vivo.
24. srpna 2017 byla vydána mobilní hra Soy Luna – Your Story, která je dostupná v Google Play a App Store.
Druhá série měla premiéru 17. dubna 2017 na Disney Channel Latinská Amerika a na českém Disney Channel byla premiérována 18. září 2017.
13. května 2017 bylo potvrzeno natáčení třetí řady seriálu, která se na latinskoamerické obrazovky dostala 16. dubna 2018, a zároveň bylo potvrzeno, že se jedná o poslední sérii. V prosinci 2017 bylo ukončeno natáčení 3. řady. V Česku měla 3. série premiéru 15. října 2018. Poslední epizoda v premiéře byla odvysílána 18. dubna 2019.
10. prosince 2017 proběhla v Latinské Americe premiéra záznamu koncertu Soy Luna en Concierto z Mexika. V ČR neoficiální premiéra proběhla 7. října 2017 na YouTube.

## Děj seriálu

### První řada
Luna Valente (Karol Sevilla) spokojeně žije v Mexiku. Našla si skvělou brigádu, rozváží jídlo na bruslích. Takže může trávit většinu svého volného času tím, co má nejradši: baví se s nejlepším kamarádem Simónem a bruslí po celé Cancúnské promenádě. Lunin život nabere neočekávaný směr, když se s celou rodinou přestěhuje do Argentiny. Stres Luna zahání bruslením a díky nim objeví soutěž Jam & Roller. Na bruslařském stadiónu se také seznámí s okouzlujícím Matteem. Díky svému odhodlání a nadšení se Luna naučí freestylovému bruslení, potká nové kamarády a objeví své pravé[jaký?] já.

### Druhá řada
Prázdniny skončily a každý se vrací domů. Luna dochází k odhalení pravdy s iluzí v její setkání s Matteem. Nikdo nezná tajemství, které Matteo skrývá, ale Luna je ochotna bojovat s větrem a vzduchem, aby to tajemství odhalila. V průběhu času Luna pomáhá Matteovi odhalit jeho pravou vášeň a vyrovnat se s tlakem jeho náročného otce. Ve vile Benson nastává napjatá atmosféra po příjezdu Alfreda, otce paní Sharon, to mění rutinu v přívaly vzpomínek z minulosti. Luna cítí silný soucit s Alfredem, který vypadá natolik podobně. Ámbar, Jasmín, Delfi, Gastón, Ramiro a Matteo tento rok ukončí studium a musí se rozhodnout, jakou cestu se vydají.

### Třetí řada
Teď, když je známa pravá Sól Bensonová, Luna se stává novou dědičkou jmění a život v sídle se radikálně mění. Sharon změní vzhled a identitu. Vrací se s novým jménem a ve spojení s Reyem (Rodrigo Pedreira), který se vrátil do práce, plánuje svou pomstu. Rey pracuje jako dvojitý agent a přidá dalšího spojence, nového domácího zaměstnance, který vstupuje do vily. Luna hledá informace o svých rodičích, minulost se vrací přes své sny a ve vile spojeném s minulostí rodiny Benson se objeví nová tajemství. Sny vedou Lunu do Sharonina pokoje, který byl kdysi pokojem Lili a Bernieho. V této tajemné místnosti se skrývá tajemství o její minulosti a původu, který Luna odhalí s pomocí Niny.
Na začátku se Jam & Roller stává ústředím Red Sharks pod velením Garyho Lópeze (Joaquína Bertholda). Gary ruší tým Rolleru a staví nový, který tvoří Ámbar (Valentina Zenere), Emília (Giovanna Reynaud), Benício (Pasquale di Nuzzo) a Ramiro, nová osa zla. Mezitím se Luna a ostatní členy týmu snaží udržet si své místo v týmu a čelit velkým překážkám a výzívam red Sharks na souboj na bruslích a začíná tým red Sharks udělejte bublinu

## Řady a díly
| Řada                  | Díly                  | Premiéra v Argentině | Premiéra v Argentině | Premiéra v ČR  | Premiéra v ČR     |
| Řada                  | Díly                  | První díl            | Poslední díl         | První díl      | Poslední díl      |
| --------------------- | --------------------- | -------------------- | -------------------- | -------------- | ----------------- |
| 1                     | 40                    | 14. března 2016      | 6. května 2016       | 5. září 2016   | 15. prosince 2016 |
| 1                     | 40                    | 4. července 2016     | 28. srpna 2016       | 30. ledna 2017 | 4. května 2017    |
| Soy Luna en vivo      | Soy Luna en vivo      | 6. listopadu 2016    | 6. listopadu 2016    | vysíláno       | vysíláno          |
| 2                     | 40                    | 17. dubna 2017       | 9. června 2017       | 18. září 2017  | 1. února 2018     |
| 2                     | 40                    | 7. srpna 2017        | 29. září 2017        | 5. února 2018  | 14. června 2018   |
| Soy Luna en Concierto | Soy Luna en Concierto | 10. prosince 2017    | 10. prosince 2017    | 7. října 2017  | 7. října 2017     |
| 3                     | 30                    | 16. dubna 2018       | 25. května 2018      | 15. října 2018 | 22. ledna 2019    |
| 3                     | 30                    | 9. července 2018     | 17. srpna 2018       | 23. ledna 2019 | 18. dubna 2019    |

## Mezinárodní vysílání
| Země | Kanál                              | 1. série        | 1. série          | 2. série       | 2. série           | 3. série          | 3. série          | Název    |
| Země | Kanál                              | Premiéra        | Finále            | Premiéra       | Finále             | Premiéra          | Finále            | Název    |
| --- | ---------------------------------- | --------------- | ----------------- | -------------- | ------------------ | ----------------- | ----------------- | -------- |
| Argentina Bolívie Chile Dominikánská republika Ekvádor Guatemala Haiti Honduras Kolumbie Kostarika Kuba Mexiko Nikaragua Panama Paraguay Peru Salvador Uruguay Venezuela | Disny Channel Latinská Amerika     | 14. března 2016 | 26. srpna 2016    | 17. dubna 2017 | 29. září 2017      | 16. dubna 2018    | 17. srpna 2018    | Soy Luna |
| Brazílie | Disney Channel Brazílie            | 14. března 2016 | 26. srpna 2016    | 17. dubna 2017 | 29. září 2017      | 16. dubna 2018    | 17. srpna 2018    | Sou Luna |
| Španělsko | Disney Channel Španělsko           | 4. dubna 2016   | 1. prosince 2016  | 17. dubna 2017 | 29. listopadu 2017 | 25. června 2018   | 14. září 2018     | Soy Luna |
| Portugalsko | Disney Channel Portugalsko         | 4. dubna 2016   | 1. prosince 2016  | 17. dubna 2017 | 12. prosince 2017  | 10. září 2018     | 21. prosince 2018 | Soy Luna |
| Francie | Disney Channel Francie             | 18. dubna 2017  | 2. února 2017     | 24. dubna 2017 | 21. prosince 2017  | 23. dubna 2018    | 12. října 2018    | Soy Luna |
| Lichtenštejnsko Německo Rakousko Švýcarsko | Disney Channel Německo             | 2. května 2016  | 15. prosince 2016 | 24. dubna 2017 | 15. prosince 2017  | 23. července 2018 | 14. prosince 2018 | Soy Luna |
| Itálie | Disney Channel Itálie              | 9. května 2016  | 3. února 2017     | 8. května 2017 | 7. prosince 2017   | 28. května 2018   | 2. listopadu 2018 | Soy Luna |
| Rumunsko | Disney Channel Rumunsko            | 16. května 2016 | 7. dubna 2017     | 18. září 2017  | 11. května 2018    | 15. října 2018    | 18. dubna 2019    | Soy Luna |
| Bulharsko | Disney Channel Bulharsko           | 16. května 2016 | 7. dubna 2017     | 18. září 2017  | 11. května 2018    | 15. října 2018    | 18. dubna 2019    | Soy Luna |
| Polsko | Disney Channel Polsko              | 16. května 2016 | 23. března 2017   | 18. září 2017  | 4. května 2018     | 29. října 2018    | 1. dubna 2019     | Soy Luna |
| Izrael | Disney Channel Izrael              | 22. května 2016 | 9. listopadu 2016 | 4. června 2017 | 16. listopadu 2017 | 14. října 2018    | 3. ledna 2019     | סוי לונה |
| Belgie Nizozemsko | Disney Channel Belgie a Nizozemsko | 29. srpna 2016  | 16. prosince 2016 | 4. září 2017   | 22. prosince 2017  | 28. května 2018   | 19. října 2018    | Soy Luna |
| Česko Slovensko | Disney Channel Česká republika     | 5. září 2016    | 4. května 2017    | 18. září 2017  | 14. června 2018    | 15. října 2018    | 18. dubna 2019    | Soy Luna |
| Maďarsko | Disney Channel Maďarsko            | 5. září 2016    | 4. května 2017    | 18. září 2017  | 14. června 2018    | 15. října 2018    | 18. dubna 2019    | Soy Luna |
| Alandy Dánsko Faerské ostrovy Finsko Grónsko Island Norsko | Disney Channel Skandinávie         | 10. října 2016  | 5. května 2017    | 16. října 2017 | 27. dubna 2018     | bude oznámeno     | bude oznámeno     | Soy Luna |
| Rusko | Disney Channel Rusko               | 7. srpna 2017   | 9. listopadu 2018 | bude oznámeno  | bude oznámeno      | bude oznámeno     | bude oznámeno     | Я Луна   |
| Řecko | Disney Channel Řecko               | bude oznámeno   | bude oznámeno     | bude oznámeno  | bude oznámeno      | bude oznámeno     | bude oznámeno     | Soy Luna |
| Turecko | Disney Channel Turecko             | 10. června 2019 | 24. října 2019    | 28. října 2019 | 9. července 2020   | 13. července 2020 | 22. října 2020    | Soy Luna |

## Hudba

### Alba

#### Soy Luna
První album seriálu. Album bylo zveřejněno 26. února 2016. Taktéž se jedná o soundtrack.
| Pořadí         | Název | Autor                                                          | Délka |
| -------------- | --- | -------------------------------------------------------------- | ----- |
| 1.             | Alas (Karol Sevilla)                                                                                            | Eduardo Emilio Frigerio, Federico San Millán, Florencia Ciarlo | 3:18  |
| 2.             | Valiente (Michael Ronda)                                                                                        | Federico Vilas, Mauro Franceschini                             | 3:10  |
| 3.             | Eres (Karol Sevilla & Michel Ronda)                                                                             | Sebastián Mellino, Pablo Correa, Alejandro Vergara             | 2:29  |
| 4.             | Prófugos (Ruggero Pasquarelli & Valentina Zenere)                                                               | Gustavo Cerati, Alberto Ficicchia                              | 3:59  |
| 5.             | Un Destino (Michael Ronda, Lionel Ferro & Gastón Vietto)                                                        | Eduardo Emilio Frigerio, Federico San Millán, Florencia Ciarlo | 4:01  |
| 6.             | Sobre Reudas (Karol Sevilla, Valentina Zenere, Katja Martínez, Malena Ratner, Chiara Parravicini & Ana Jara)    | Federico Vilas, Mauro Franceschini                             | 2:24  |
| 7.             | Corazón (Malena Ratner & Agustín Bernasconi)                                                                    | Jorge Serrano                                                  | 3:10  |
| 8.             | Mírame a Mí (Valentina Zenere)                                                                                  | Sebastián Mellino, Pablo Correa, Alejandro Vergara             | 2:25  |
| 9.             | I'd Be Crazy (Ruggero Pasquarelli,Michael Ronda, Lionel Ferro, Gastón Vietto, Jorge López & Agustín Bernasconi) | Jordan Mohilowski, Dan Ostebo                                  | 3:48  |
| 10.            | Siento (Ruggero Pasquarelli)                                                                                    | Federico Vilas, Mauro Franceschini                             | 4:08  |
| 11.            | Invisibles (Michael Ronda, Lionel Ferro & Gastón Vietto)                                                        | Eduardo Emilio Frigerio, Federico San Millán                   | 3:05  |
| 12.            | Camino (Obsazení Soy Luna)                                                                                      | Sebastián Mellino, Pablo Correa, Alejandro Vergara             | 2:49  |
| Celková délka: | Celková délka:                                                                                                  | Celková délka:                                                 | 38:46 |

#### Música en Tí
Druhé soundtrackové album seriálu Soy Luna s názvem Soy Luna: Música en Tí. Album bylo vydáno 26. srpna 2016.
| Pořadí         | Název                                                                         | Autor                                                         | Délka |
| -------------- | ----------------------------------------------------------------------------- | ------------------------------------------------------------- | ----- |
| 1.             | Vuelo (Obsazení Soy Luna)                                                     | Eduardo Frigerio, Federico San Millán, María Florencia Ciarlo | 3:11  |
| 2.             | Música en Tí (Karol Sevilla)                                                  | Federico Vilas, Mauro Franceschini                            | 2:53  |
| 3.             | A Rodar Mi Vida (Obsazení Soy Luna)                                           | Fito Páez                                                     | 3:16  |
| 4.             | Nada ni Nadie (Ruggero Pasquarelli)                                           | Sebastián Mellino, Pablo Correa, Alejandro Vergara            | 3:34  |
| 5.             | Chicas Así (Valentina Zenere, Malena Ratner & Katja Martínez)                 | Eduardo Frigerio, Federico San Millán, María Florencia Ciarlo | 3:04  |
| 6.             | Tengo un Corazón (Carolina Kopelioff)                                         | Eduardo Frigerio, Federico San Millán, María Florencia Ciarlo | 3:10  |
| 7.             | Qué Más Da (Karol Sevilla & Ruggero Pasquarelli)                              | Sebastián Mellino, Pablo Correa, Alejandro Vergara            | 3:03  |
| 8.             | Sin Fronteras (Karol Sevilla & Carolina Kopelioff)                            | Sebastián Mellino, Pablo Correa, Alejandro Vergara            | 2:32  |
| 9.             | Eres (Radio Disney Vivo) (Karol Sevilla, Ruggero Pasquarelli & Michael Ronda) | Sebastián Mellino, Pablo Correa, Alejandro Vergara            | 2:32  |
| 10.            | Valiente (Radio Disney Vivo) (Karol Sevilla & Michael Ronda)                  | Federico Vilas, Mauro Franceschini                            | 3:25  |
| 11.            | Alas (Radio Disney Vivo) (Obsazení Soy Luna)                                  | Eduardo Frigerio, Federico San Millán, María Florencia Ciarlo | 3:28  |
| 12.            | A Rodar Mi Vida (akusticky) (Chiara Parravicini)                              | Fito Páez                                                     | 2:49  |
| Celková délka: | Celková délka:                                                                | Celková délka:                                                | 37:07 |

#### La Vida Es Un Sueño
Album bylo vydáno 3. března 2017 tedy měsíc před začátkem 2. série v Latinské Americe a z důvodů dostatku písní na turné Soy Luna en Concierto. Album se skládá ze dvou disků po dvanácti písních.
| Disk 1         | Disk 1                                                        | Disk 1                                                                          | Disk 1 |
| Pořadí         | Název                                                         | Autor                                                                           | Délka  |
| -------------- | ------------------------------------------------------------- | ------------------------------------------------------------------------------- | ------ |
| 1.             | Siempre Juntos (Karol Sevilla)                                | Maria Florencia Ciarlo, Federico San Milan, Eduardo Emilio Frigeiro             | 4:17   |
| 2.             | Alzo Mi Bandera (Michael Ronda, Gaston Vietto & Lionel Ferro) | Maria Florencia Ciarlo, Federico San Milan, Eduardo Emilio Frigeiro             | 2:58   |
| 3.             | La vida es un sueño (Karol Sevilla)                           | Maria Florencia Ciarlo, Federico San Milan, Eduardo Emilio Frigeiro             | 3:27   |
| 4.             | Fush, ¡Te vas! (Katja Martinez)                               | Maria Florencia Ciarlo, Federico San Milan, Eduardo Emilio Frigeiro             | 3:09   |
| 5.             | ¿Como me ves? (Valentina Zenere)                              | Federico Agustin Vilas, Mauro Bruno Franceschini Campo                          | 2:02   |
| 6.             | Mitad y Mitad (Agustín Bernasconi & Carolina Kopelioff)       | Maria Florencia Ciarlo, Federico San Milan, Eduardo Emilio Frigeiro             | 2:50   |
| 7.             | Valiente (Obsazení Soy Luna)                                  | Federico Agustin Vilas, Mauro Bruno Franceschini Campo                          | 3:08   |
| 8.             | Honey Funny (Chiara Parravicini, Ana Jara & Jorge Lopéz)      | Federico Agustin Vilas, Mauro Bruno Franceschini Campo                          | 2:27   |
| 9.             | Linda (Lionel Ferro, Michael Ronda & Gastón Vietto)           | Maria Florencia Ciarlo, Federico San Milan, Eduardo Emilio Frigeiro             | 3:43   |
| 10.            | Cuenta Conmigo (Obsazení Soy Luna)                            | Maria Florencia Ciarlo, Federico San Milan, Eduardo Emilio Frigeiro             | 3:31   |
| 11.            | Vives en mi (Karol Sevilla and Ruggero Pasquarelli)           | Federico Agustin Vilas, Mauro Bruno Franceschini Campo                          | 2:55   |
| 12.            | I've Got a Feeling (Obsazení Soy Luna)                        | Sebastian Carlos Mellino, Pablo Nicolas Correa, Oscar Alejandro Vergara Becerra | 2:40   |
| 13.            | Princesa (Ruggero Pasquarelli)                                | Sebastian Carlos Mellino, Pablo Nicolas Correa, Oscar Alejandro Vergara Becerra | 3:13   |
| Celková délka: | Celková délka:                                                | Celková délka:                                                                  | 40:20  |

| Disk 2         | Disk 2                                                  | Disk 2 | Disk 2 |
| Pořadí         | Název                                                   | Autor | Délka  |
| -------------- | ------------------------------------------------------- | --- | ------ |
| 1.             | Footloose (Obsazení Soy Luna)                           | Dean Pitchford, Kenny Logins                                                                                     | 3:13   |
| 2.             | Solo para ti (Karol Sevilla)                            | Maria Florencia Ciarlo, Federico San Milan, Eduardo Emilio Frigeiro                                              | 3:37   |
| 3.             | Catch Me If You Can (Valentina Zenere)                  | Stefan Skarbek, Maria Florencia Ciarlo, Federico San Milan, Eduardo Emilio Frigeiro, Ariel Levitan, Jon Castelli | 3:18   |
| 4.             | Pienso (Michael Ronda, Gaston Vietto and Lionel Ferro)  | Sebastian Carlos Mellino, Pablo Nicolas Correa, Oscar Alejandro Vergara Becerra                                  | 3:39   |
| 5.             | Andaremos (Karol Sevilla and Michael Ronda)             | Sebastian Carlos Mellino, Pablo Nicolas Correa, Oscar Alejandro Vergara Becerra                                  | 4:20   |
| 6.             | Allá voy (Ruggero Pasquarelli)                          | Ruggero Pasquarelli                                                                                              | 3:07   |
| 7.             | No te pido mucho (Karol Sevilla)                        | Maria Florencia Ciarlo, Federico San Milan, Eduardo Emilio Frigeiro                                              | 3:33   |
| 8.             | Stranger (Ruggero Pasquarelli)                          | Jess Cates, Jordan Mohilowski, Dan Ostebo                                                                        | 3:12   |
| 9.             | Aquí estoy (Ruggero Pasquarelli and Agustín Bernasconi) | Federico Agustin Vilas, Mauro Bruno Franceschini Campo                                                           | 2:32   |
| 10.            | Yes, I Do (Chiara Parravacini)                          | Bruno Martini, Mayra Arduini, Eduardo Camargo                                                                    | 3:21   |
| 11.            | Yo quisiera (Michael Ronda)                             | Federico Agustin Vilas, Mauro Bruno Franceschini Campo                                                           | 3:42   |
| 12.            | Siempre Juntos (Group) (Obsazení Soy Luna)              | Maria Florencia Ciarlo, Federico San Milan, Eduardo Emilio Frigeiro                                              | 4:18   |
| Celková délka: | Celková délka:                                          | Celková délka:                                                                                                   | 41:52  |

#### Soy Luna Remixes (AtellaGali Remixes)
Soy Luna Remixes (AtellaGali Remixes) je první album remixů tohoto seriálu. Na trh se album dostalo 6. října 2017. Album je komponováno remixy AtellaGali s písněmi z první a druhé série.
| Pořadí         | Název | Délka |
| -------------- | --- | ----- |
| 1.             | Alas (Karol Sevilla) | 3:40  |
| 2.             | Alzo Mi Bandera (Michael Ronda, Gastón Vietto & Lionel Ferro)                                                                              | 2:53  |
| 3.             | Cuenta Conmigo (Obsazení Soy Luna) | 3:17  |
| 4.             | I've Got a Feeling (Karol Sevilla, Michael Ronda, Ruggero Pasquarelli, Gastón Vietto, Valentina Zenere, Chiara Parravicini & Lionel Ferro) | 2:45  |
| 5.             | Stranger (Ruggero Pasquarelli) | 3:07  |
| 6.             | Siempre Juntos (Obsazení Soy Luna) | 3:40  |
| Celková délka: | Celková délka: | 19:21 |

#### Modo Amar
Je čtvrté soundtrackové album seriálu, které bylo vydáno k prodeji na CD a digitálně 6. dubna 2018. První singlem byla píseň Modo Amar, zveřejněna 23. března 2018 a druhý singl byl Soy Yo, který byl propuštěn 29. března téhož roku.
| Pořadí         | Název | Délka   |
| -------------- | --- | ------- |
| 1.             | Modo Amar (Karol Sevilla, Ruggero Pasquarelli, Michael Ronda, Gastón Vietto, Lionel Ferro, Carolina Kopelioff, Jorge López, Chiara Parravicini, Ana Jara, Malena Ratner & Katja Martínez)                                                            | 3:05    |
| 2.             | Soy Yo (Karol Sevilla) | 3:28    |
| 3.             | Quiero Verte Sonreir (Ruggero Pasquarelli) | 3:14    |
| 4.             | Claroscuro (Valentina Zenere) | 3:18    |
| 5.             | Tiempo de amor (Michael Ronda) | 3:39    |
| 6.             | Tu cárcel ((Karol Sevilla & Michael Ronda) | 3:12    |
| 7.             | Despierta mi mundo (Karol Sevilla, Ruggero Pasquarelli, Chiara Parravicini, Michael Ronda, Malena Ratner, Katja Martinez & Ana Jara) | 3:33    |
| 8.             | Quédate (Karol Sevilla & Ruggero Pasquarelli) | 3:41    |
| 9.             | Solos (Valentina Zenere & Michael Ronda) | 2:58    |
| 10.            | Decirte lo que Siento (Gastón Vietto) | 3:23    |
| 11.            | Mi Corazón Hace wow wow (Jandino & Lionel Ferro) | 3:36    |
| 12.            | Nada Me Podrá Parar (Karol Sevilla) | 3:03    |
| 13.            | Si Lo Sueñas Claro (Karol Sevilla, Ruggero Pasquarelli, Michael Ronda, Gastón Vietto, Lionel Ferro, Jandino, Carolina Kopelioff, Jorge López, Chiara Parravicini, Ana Jara, Malena Ratner & Katja Martínez)                                          | 3:18    |
| 14.            | Esta Noche No Paro (Ruggero Pasquarelli) | 3:13    |
| 15.            | Creyendo en Mí (Chiara Parravicini) | 2:52    |
| 16.            | Nadie Como Tú (Ruggero Pasquarelli, Michael Ronda, Lionel Ferro, Agustín Bernasconi, Jorge López & Gastón Vietto) | 3:16    |
| 17.            | Mano a Mano (Katja Martínez, Karol Sevilla, Valentina Zenere, Carolina Kopelioff, Malena Ratner, Chiara Parravicini & Ana Jara) | 2:30    |
| 18.            | Borrar Tu Mirada (Karol Sevilla, Carolina Kopeliof, Chiara Parravicini & Ana Jara) | 2:40    |
| 19.            | Todo Puede Cambiar (Karol Sevilla, Ruggero Pasquarelli, Valentina Zenere, Michael Ronda, Malena Ratner, Gastón Vietto, Katja Martinez, Jandino, Carolina Kopelioff, Giovanna Reynaud, Pasquale Di Nuzzo, Chiara Parravicini, Ana Jara & Jorge López) | 3:45    |
| Celková délka: | Celková délka: | 1:01:09 |

### Videoklipy
| Píseň                                     | Interpret(i) | Uveřejnění        |
| 1. řada                                   | 1. řada | 1. řada           |
| ----------------------------------------- | --- | ----------------- |
| Invisibles                                | - Michael Ronda - Lionel Ferro - Gastón Vietto | 15. dubna 2016    |
| Mírame a mí                               | Valentina Zenere | 21. dubna 2016    |
| Love Is the Name                          | Sofia Carson | 15. srpna 2016    |
| Alas (finále řady)                        | • Karol Sevilla • Ruggero Pasquarelli • Michael Ronda • Valentina Zenere • Jorge López • Ana Jara                                                                                        | 26. srpna 2016    |
| Invisibles (finále řady)                  | • Michael Ronda • Lionel Ferro • Gastón Vietto | 26. srpna 2016    |
| Valiente (finále řady)                    | • Michael Ronda • Lionel Ferro • Gastón Vietto | 26. srpna 2016    |
| Vuelo (finále řady)                       | Obsazení Soy Luna | 26. srpna 2016    |
| Alas (En vivo)                            | Obsazení Soy Luna | 30. prosince 2016 |
| Mírame a mí (En vivo)                     | • Valentina Zenere • Ruggero Pasquarelli | 30. prosince 2016 |
| Sobre ruedas (En vivo)                    | • Karol Sevilla • Valentina Zenere • Katja Martínez • Malena Ratner • Chiara Parravicini • Ana Jara • Carolina Kopelioff                                                                 | 30. prosince 2016 |
| I'd Be Crazy (En vivo)                    | • Ruggero Pasquarelli • Michael Ronda • Agustín Bernasconi • Lionel Ferro • Gastón Vietto • Jorge López                                                                                  | 30. prosince 2016 |
| Eres (En vivo)                            | • Karol Sevilla • Michael Ronda • Ruggero Pasquarelli | 30. prosince 2016 |
| Valiente (En vivo)                        | • Karol Sevilla • Michael Ronda • Lionel Ferro • Gastón Vietto | 30. prosince 2016 |
| 2. řada                                   | |                   |
| Siempre Juntos (Sen)                      | • Karol Sevilla | 16. dubna 2017    |
| Alzo Mi Bandera (Byt)                     | • Michael Ronda • Lionel Ferro • Gastón Vietto | 16. dubna 2017    |
| Alzo Mi Bandera (Vidie)                   | • Michael Ronda • Karol Sevilla • Lionel Ferro • Gastón Vietto | 16. dubna 2017    |
| ¿Qué más da? (Luna a Matteo)              | • Karol Sevilla • Ruggero Pasquarelli | 19. dubna 2017    |
| Fush, ¡Te Vas! (Open Music #1)            | • Katja Martínez | 20. dubna 2017    |
| La Vida es un Sueño (Open Music #1)       | • Karol Sevilla | 20. dubna 2017    |
| ¿Cómo Me Ves? (Open Music #1)             | • Valentina Zenere | 23. dubna 2017    |
| Mitad y Mitad (Open Music #1)             | • Agustín Bernasconi • Carolina Kopelioff | 23. dubna 2017    |
| Vuelo (Roller Jam)                        | Obsazení Soy Luna | 27. dubna 2017    |
| Alzo Mi Bandera (Roller Jam)              | • Michael Ronda • Lionel Ferro • Gastón Vietto | 27. dubna 2017    |
| Vives en Mí (Roller Jam)                  | • Karol Sevilla • Ruggero Pasquarelli | 27. dubna 2017    |
| Vives en Mí (Luna a Matteo)               | • Karol Sevilla • Ruggero Pasquarelli | 2. května 2017    |
| Aquí Estoy (Open Music #2)                | • Agustín Bernasconi • Ruggero Pasquarelli | 11. května 2017   |
| Valiente (Open Music #2)                  | Obsazení Soy Luna | 11. května 2017   |
| I'd Be Crazy (Open Music #2)              | • Sebastián Villalobos | 11. května 2017   |
| Honey Funny (Open Music #2)               | • Chiara Parravicini • Ana Jara • Jorge López | 11. května 2017   |
| Siempre Juntos (záznam)                   | • Karol Sevilla • Michael Ronda • Ruggero Pasquarelli • Chiara Parravicini • Ana Jara • Agustín Bernasconi • Katja Martínez                                                              | 18. května 2017   |
| No Te Pido Mucho (Luna)                   | • Karol Sevilla | 24. května 2017   |
| Princesa                                  | • Ruggero Pasquarelli | 7. června 2017    |
| Ya No Hay Nadie Que Nos Pare              | • TINI | 6. srpna 2017     |
| Yes, I Do (Open Music #3)                 | • Chiara Parravicini | 10. srpna 2017    |
| Linda (Open Music #3)                     | • Lionel Ferro | 10. srpna 2017    |
| Catch Me If You Can (Open Music #3)       | • Valentina Zenere | 13. srpna 2017    |
| Stranger (Open Music #3)                  | • Ruggero Pasquarelli | 18. srpna 2017    |
| Qué más da (Roller Jam Gala)              | • Karol Sevilla • Ruggero Pasquarelli | 20. srpna 2017    |
| ¿Cómo Me Ves? (Roller Jam Gala)           | • Valentina Zenere • Michael Ronda | 20. srpna 2017    |
| Eres (Hudební chvíle)                     | • Camila Fernández • Michael Ronda | 24. srpna 2017    |
| Nadie Como Tú (Roller Jam Gala)           | • Ruggero Pasquarelli • Michael Ronda | 29. srpna 2017    |
| I've Got A Feeling (Soutěž)               | • Karol Sevilla • Michael Ronda • Ruggero Pasquarelli • Valentina Zenere • Gastón Vietto • Lionel Ferro • Chiara Parravicini                                                             | 1. září 2017      |
| Thumbs (Hudební chvíle)                   | • Sabrina Carpenter | 8. září 2017      |
| Sólo para Ti (Hudební chvíle)             | • Karol Sevilla | 11. září 2017     |
| Andaremos (Luna a Simón)                  | • Karol Sevilla • Michael Ronda | 27. září 2017     |
| Cuenta Conmigo (AtellaGali Remix)         | • Karol Sevilla • Ruggero Pasquarelli • Michael Ronda • Malena Ratner • Agustín Bernasconi • Jorge López                                                                                 | 28. září 2017     |
| Vuelo (Jam & Roller ve finále soutěže)    | • Karol Sevilla • Ruggero Pasquarelli • Michael Ronda • Malena Ratner • Agustín Bernasconi • Ana Jara • Jorge López                                                                      | 28. září 2017     |
| ¿Cómo Me Ves? (Sliders ve finále soutěže) | • Valentina Zenere • Giovanna Reynaud | 28. září 2017     |
| 3. série                                  | |                   |
| Modo Amar (Shromáždění)                   | • Karol Sevilla • Ruggero Pasquarelli • Michael Ronda • Gastón Vietto • Lionel Ferro • Carolina Kopelioff • Jorge López • Chiara Parravicini • Ana Jara • Malena Ratner • Katja Martínez | 16. dubna 2018    |
| Claroscuro (Hudební chvíle)               | • Valentina Zenere | 19. dubna 2018    |
| Tiempo de amor (Open Music #1)            | • Michael Ronda • Ruggero Pasquarelli • Lionel Ferro • Gastón Vietto | 26. dubna 2018    |
| Andaremos (Open Music #1)                 | • Karol Sevilla • Michael Ronda | 27. dubna 2018    |
| I've Got A Feeling (Open Music #1)        | • Valentina Zenere • Jorge López • Giovanna Reynaud • Lino Di Nuzzo | 30. dubna 2018    |
| Soy Yo (Hudební chvíle)                   | • Karol Sevilla | 3. května 2018    |
| Despierta mi mundo (Videoklip)            | • Karol Sevilla • Ruggero Pasquarelli • Michael Ronda • Chiara Parravicini • Ana Jara • Malena Ratner • Katja Martínez                                                                   | 4. května 2018    |
| Solos (Hudební chvíle)                    | • Valentina Zenere • Michael Ronda | 8. května 2018    |
| Borrar tu mirada (Hudební chvíle)         | • Karol Sevilla • Carolina Kopelioff • Chiara Parravicini • Ana Jara | 8. května 2018    |
| Catch Me If You Can (Hudební chvíle)      | • Valentina Zenere | 10. května 2018   |
| Better Together (Hudební chvíle)          | • Sofia Carson • Dove Cameron | 15. května 2018   |
| Sobre ruedas (Open Music #2)              | • Ana Jara • Chiara Parravicini • Malena Ratner • Katja Martínez | 18. května 2018   |
| Quiero verte sonreír (Open Music #2)      | • Karol Sevilla • Ruggero Pasquarelli | 18. května 2018   |
| Decirte lo que siento (Open Music #2)     | • Gastón Vietto • Michael Ronda • Ruggero Pasquarelli • Lionel Ferro | 18. května 2018   |
| Mi corazón hace wow wow (Open Music #2)   | • Jandino | 18. května 2018   |
| Nada me podrá parar (Luna)                | • Karol Sevilla | 21. května 2018   |

### Lyrics videa
| Píseň                | Interpret(i) | Uveřejnění      |
| 1. řada              | 1. řada | 1. řada         |
| -------------------- | --- | --------------- |
| Alas                 | • Karol Sevilla | 15. ledna 2016  |
| I'd Be Crazy         | • Ruggero Pasquarelli • Michael Ronda • Agustín Bernasconi • Lionel Ferro • Gastón Vietto • Jorge López                                                                                  | 26. září 2016   |
| Sobre Ruedas         | • Karol Sevilla • Valentina Zenere • Katja Martínez • Malena Ratner • Chiara Parravicini • Ana Jara                                                                                      | 25. března 2016 |
| 2. řada              | |                 |
| Siempre Juntos       | • Karol Sevilla | 14. února 2017  |
| Linda                | • Michael Ronda • Lionel Ferro • Gastón Vietto | 23. února 2017  |
| Vives en Mí          | • Karol Sevilla • Ruggero Pasquarelli | 16. března 2017 |
| 3. řada              | |                 |
| Modo Amar            | • Karol Sevilla • Ruggero Pasquarelli • Michael Ronda • Gastón Vietto • Lionel Ferro • Carolina Kopelioff • Jorge López • Chiara Parravicini • Ana Jara • Malena Ratner • Katja Martínez | 22. března 2018 |
| Soy Yo               | • Karol Sevilla | 29. března 2018 |
| Quiero verte sonreir | • Ruggero Pasquarelli | 12. dubna 2018  |

## Výskyt postav a český dabing

### Obsazení dospívajících rolí
| Herec               | Postava                         | Série              | Série              | Série             | Série               | Série              | Série              | Český dabing                    |
| Herec               | Postava                         | 1A                 | 1B                 | 2A                | 2B                  | 3A                 | 3B                 | Český dabing                    |
| ------------------- | ------------------------------- | ------------------ | ------------------ | ----------------- | ------------------- | ------------------ | ------------------ | ------------------------------- |
| Karol Sevilla       | Luna Valenteová / Sol Bensonová | hlavní (kladná)    | hlavní (kladná)    | hlavní (kladná)   | hlavní (kladná)     | hlavní (kladná)    | hlavní (kladná)    | Adéla Nováková                  |
| Michael Ronda       | Simón Álvarez                   | hlavní (kladná)    | hlavní (kladná)    | hlavní (kladná)   | hlavní (kladná)     | hlavní (kladná)    | hlavní (kladná)    | Jiří Köhler                     |
| Ruggero Pasquarelli | Matteo Balsano                  | hlavní (kladná)    | hlavní (kladná)    | hlavní (kladná)   | hlavní (kladná)     | hlavní (kladná)    | hlavní (kladná)    | Jan Rimbala                     |
| Valentina Zenere    | Ámbar Smithová                  | hlavní (záporná)   | hlavní (záporná)   | hlavní (záporná)  | hlavní (záporná)    | hlavní (záporná)   | hlavní (záporná)   | Marika Šoposká                  |
| Esteban Velásquez   | Michel                          | Does not appear    | Does not appear    | Does not appear   | Does not appear     | hlavní (kladná)    | hlavní (kladná)    | Ondřej Havel                    |
| Carolina Kopelioff  | Nina Simonettiová               | vedlejší (kladná)  | vedlejší (kladná)  | vedlejší (kladná) | vedlejší (kladná)   | vedlejší (kladná)  | vedlejší (kladná)  | Klára Nováková                  |
| Agustín Bernasconi  | Gastón Perida                   | vedlejší (kladná)  | vedlejší (kladná)  | vedlejší (kladná) | vedlejší (kladná)   | hostující          | hostující          | Jan Battěk                      |
| Malena Ratner       | Delfina "Delfi" Alzamendiová    | vedlejší (záporná) | vedlejší (záporná) | vedlejší (kladná) | vedlejší (kladná)   | vedlejší (kladná)  | vedlejší (kladná)  | Zuzana Ščerbová                 |
| Katja Martínez      | Jazmín Carbajalová              | vedlejší (záporná) | vedlejší (záporná) | vedlejší (kladná) | vedlejší (kladná)   | vedlejší (kladná)  | vedlejší (kladná)  | Sabina Rojková                  |
| Ana Jara            | Jimena "Jim" Medinová           | vedlejší (kladná)  | vedlejší (kladná)  | vedlejší (kladná) | vedlejší (kladná)   | vedlejší (kladná)  | vedlejší (kladná)  | Patricie Soukupová              |
| Chiara Parravicini  | Yamila "Yam" Sánchezová         | vedlejší (kladná)  | vedlejší (kladná)  | vedlejší (kladná) | vedlejší (kladná)   | vedlejší (kladná)  | vedlejší (kladná)  | Anna Nemčoková / Anežka Saicová |
| Gastón Vietto       | Pedro Arias                     | vedlejší (kladná)  | vedlejší (kladná)  | vedlejší (kladná) | vedlejší (kladná)   | vedlejší (kladná)  | vedlejší (kladná)  | Vojtěch Havelka                 |
| Lionel Ferro        | Nicolas "Nico" Navarro          | vedlejší (kladná)  | vedlejší (kladná)  | vedlejší (kladná) | vedlejší (kladná)   | vedlejší (kladná)  | vedlejší (kladná)  | Tomáš Materna / Jan Köhler      |
| Jorge López         | Ramiro Ponce                    | vedlejší (kladná)  | vedlejší (kladná)  | vedlejší (kladná) | vedlejší (kladná)   | vedlejší (záporná) | vedlejší (záporná) | Robin Pařík                     |
| Giovanna Reynaud    | Emilia Mansfieldová             | Does not appear    | Does not appear    | Does not appear   | hostující (záporná) | vedlejší (záporná) | vedlejší (záporná) | Sára Nygrýnová                  |
| Pasquale Di Nuzzo   | Benicío                         | Does not appear    | Does not appear    | Does not appear   | hostující (záporná) | vedlejší (záporná) | vedlejší (záporná) | Radek Škvor / Jan Škvor         |
| Jandino             | Eric Andrade                    | Does not appear    | Does not appear    | Does not appear   | Does not appear     | vedlejší (kladná)  | vedlejší (kladná)  | Roman Hajlich                   |

### Obsazení dospělých rolí
| Herec                 | Postava                                | Série              | Série              | Série              | Série               | Série              | Série              | Český dabing      |
| Herec                 | Postava                                | 1A                 | 1B                 | 2A                 | 2B                  | 3A                 | 3B                 | Český dabing      |
| --------------------- | -------------------------------------- | ------------------ | ------------------ | ------------------ | ------------------- | ------------------ | ------------------ | ----------------- |
| Estela Ribeiro        | Marisa Mintová / Juliana               | Does not appear    | Does not appear    | vedlejší (kladná)  | vedlejší (kladná)   | vedlejší (kladná)  | vedlejší (kladná)  | Kateřina Petrová  |
| Luz Cipriota          | Tamara Riosová                         | vedlejší (kladná)  | vedlejší (kladná)  | hostující          | Does not appear     | Does not appear    | Does not appear    | Kristýna Bábková  |
| Lucila Gandolfo       | Sharon Bensonová                       | hlavní (záporná)   | hlavní (záporná)   | hlavní (záporná)   | hlavní (záporná)    | hlavní (záporná)   | hlavní (záporná)   | Simona Postlerová |
| Rodrigo Pedreira      | "Rey" Gutiérrez                        | vedlejší (záporná) | vedlejší (záporná) | vedlejší (záporná) | vedlejší (záporná)  | vedlejší (kladná)  | vedlejší (kladná)  | Ivo Hrbáč         |
| David Murí            | Miguel Valente                         | vedlejší (kladná)  | vedlejší (kladná)  | vedlejší (kladná)  | vedlejší (kladná)   | vedlejší (kladná)  | vedlejší (kladná)  | Ivo Novák         |
| Ana Carolina Valsagna | Monica Valenteová                      | vedlejší (kladná)  | vedlejší (kladná)  | vedlejší (kladná)  | vedlejší (kladná)   | vedlejší (kladná)  | vedlejší (kladná)  | Ivana Andrlová    |
| Diego Sassi Álcala    | Martin "Tino" Alcaráz                  | vedlejší (kladná)  | vedlejší (kladná)  | vedlejší (kladná)  | vedlejší (kladná)   | vedlejší (kladná)  | vedlejší (kladná)  | Vojtěch Hájek     |
| Germán Tripel         | Catolino "Cato" Alcoba                 | vedlejší (kladná)  | vedlejší (kladná)  | vedlejší (kladná)  | vedlejší (kladná)   | vedlejší (kladná)  | vedlejší (kladná)  | Bohdan Tůma       |
| Ezequiel Rodríguez    | Ricardo Simonetti                      | vedlejší (kladná)  | vedlejší (kladná)  | vedlejší (kladná)  | vedlejší (kladná)   | vedlejší (kladná)  | vedlejší (kladná)  | Rudolf Kubík      |
| Carolina Ibarra       | Ana Valparaisová                       | vedlejší (kladná)  | vedlejší (kladná)  | vedlejší (kladná)  | vedlejší (kladná)   | vedlejší (kladná)  | vedlejší (kladná)  | Veronika Bajerová |
| Paula Kohan           | Mora Barzaková                         | vedlejší (kladná)  | vedlejší (kladná)  | vedlejší (kladná)  | vedlejší (kladná)   | vedlejší (kladná)  | vedlejší (kladná)  | Hana Ševčíková    |
| Antonella Querzoli    | Amanda                                 | vedlejší (kladná)  | vedlejší (kladná)  | vedlejší (kladná)  | vedlejší (kladná)   | hostující          | Does not appear    | Hana Tunová       |
| Roberto Carnaghi      | Alfredo Milder                         | Does not appear    | Does not appear    | hlavní (kladná)    | hlavní (kladná)     | hlavní (kladná)    | hlavní (kladná)    | Bohuslav Kalva    |
| Vicky Suarez          | Margarita "Maggie" García Centuriónová | Does not appear    | Does not appear    | Does not appear    | Does not appear     | vedlejší (záporná) | vedlejší (záporná) | Petra Hobzová     |
| Brenda Asnicar        | Jennifer Torresová                     | Does not appear    | Does not appear    | Does not appear    | Does not appear     | vedlejší (kladná)  | vedlejší (kladná)  | bude oznámeno     |
| Taylor Cooper         | Alejandro Simonetti                    | Does not appear    | Does not appear    | Does not appear    | Does not appear     | vedlejší (kladná)  | vedlejší (kladná)  | bude oznámeno     |
| Sheryl Rubio          | Sofia Torresová                        | Does not appear    | Does not appear    | Does not appear    | Does not appear     | vedlejší (kladná)  | vedlejší (kladná)  | bude oznámeno     |
| Joaquín Berthold      | Gary López                             | Does not appear    | Does not appear    | Does not appear    | hostující (záporná) | vedlejší (záporná) | vedlejší (záporná) | Radek Hoppe       |

### Obsazení hostujících rolí
| Herec                  | Postava                        | Série                      | Série                      | Série                      | Série                      | Série                      | Série                      | Český dabing                     |
| Herec                  | Postava                        | 1A                         | 1B                         | 2A                         | 2B                         | 3A                         | 3B                         | Český dabing                     |
| ---------------------- | ------------------------------ | -------------------------- | -------------------------- | -------------------------- | -------------------------- | -------------------------- | -------------------------- | -------------------------------- |
| Renata Iglesias        | malá Luna / malá Sol Bensonová | hostující (ve vzpomínkách) | hostující (ve vzpomínkách) | hostující (ve vzpomínkách) | hostující (ve vzpomínkách) | hostující (ve vzpomínkách) | hostující (ve vzpomínkách) | Klára Nováková                   |
| Sofia Gonzalez         | Lili Bensonová                 | hostující (ve vzpomínkách) | Does not appear            | hostující (ve vzpomínkách) | hostující (ve vzpomínkách) | hostující (ve vzpomínkách) | hostující (ve vzpomínkách) | Hana Ševčíková                   |
| Daniel Nuñez           | Bernie Benson                  | hostující (ve vzpomínkách) | hostující (ve vzpomínkách) | Does not appear            | Does not appear            | hostující (ve vzpomínkách) | hostující (ve vzpomínkách) | ---                              |
| Lucrecia Gelardi       | Clara Sánchez Barrenechea      | hostující (kladná)         | hostující (kladná)         | Does not appear            | Does not appear            | Does not appear            | Does not appear            | Kateřina Petrová                 |
| Gabriel Calamari       | Xavi                           | vedlejší (kladná)          | Does not appear            | hostující                  | vedlejší (kladná)          | vedlejší (kladná)          | vedlejší (kladná)          | Pavel Dytrt                      |
| Santiago Stieben       | Arcade                         | hostující (kladná)         | Does not appear            | Does not appear            | Does not appear            | Does not appear            | Does not appear            | Jan J. Nedvěd                    |
| Tomás de las Heras     | Mariano                        | hostující                  | vedlejší (záporná)         | Does not appear            | Does not appear            | Does not appear            | Does not appear            | Michal Holán                     |
| Sol Moreno             | Daniela                        | Does not appear            | vedlejší (záporná)         | Does not appear            | Does not appear            | Does not appear            | Does not appear            | Malvína Pachlová                 |
| Micaela Tabanera       | Sylvana Arianová               | Does not appear            | hostující (kladná)         | Does not appear            | hostující (kladná)         | hostující (kladná)         | hostující (kladná)         | Tereza Chudobová / Irena Máchová |
| Samuel Nascimento      | Santiago "Santi" Owen          | Does not appear            | hostující                  | hostující (kladná)         | Does not appear            | Does not appear            | Does not appear            | Oldřich Hajlich                  |
| Julieta Nair Calvo     | Paula                          | Does not appear            | Does not appear            | hostující (kladná)         | Does not appear            | Does not appear            | Does not appear            | Jitka Jirsová                    |
| Sheila Piccolo         | Fernanda                       | Does not appear            | Does not appear            | vedlejší (kladná)          | Does not appear            | Does not appear            | Does not appear            | Alžběta Volhejnová               |
| Gabriel Epstein        | Pablo                          | Does not appear            | Does not appear            | hostující (kladná)         | Does not appear            | Does not appear            | Does not appear            | Roman Hajlich                    |
| Ignacio Heredia Molina | Rocco                          | Does not appear            | Does not appear            | hostující (kladná)         | Does not appear            | Does not appear            | Does not appear            | Roman Hajlich                    |
| Candelaria Molfese     | Eva                            | Does not appear            | Does not appear            | hostující (kladná)         | Does not appear            | hostující (kladná)         | Does not appear            | Jana Páleníčková                 |
| Candelaria Molfese     | Ada                            | Does not appear            | Does not appear            | hostující (kladná)         | Does not appear            | hostující (kladná)         | Does not appear            | Jana Páleníčková                 |
| Cristina Allende       | Elena                          | Does not appear            | Does not appear            | Does not appear            | hostující (kladná)         | hostující (kladná)         | hostující (kladná)         | Radana Herrmannová               |
| Ami Rodríguez          | bude uvedeno                   | Does not appear            | Does not appear            | Does not appear            | Does not appear            | hostující (kladná)         | Does not appear            | bude uvedeno                     |

### Obsazení speciálních rolí
| Herec                | Postava                     | Série           | Série           | Série           | Série           | Český dabing      |
| Herec                | Postava                     | 1A              | 1B              | 2A              | 2B              | Český dabing      |
| -------------------- | --------------------------- | --------------- | --------------- | --------------- | --------------- | ----------------- |
| Verónica Segura      | Soraya "Generálka"          |                 | Does not appear | Does not appear | Does not appear | Petra Horváthová  |
| Marcelo Bucossi      | Roberto Muñoz               |                 | Does not appear |                 | Does not appear | Jaroslav Horák    |
| Alejandra Fidalme    | Profesorka chemie           |                 | Does not appear | Does not appear | Does not appear | Hana Tunová       |
| Marisa Viotti        | Profesorka literatury       |                 |                 | Does not appear | Does not appear | Hana Tunová       |
| Andrea Lovera        | Vedoucí azylového domu      |                 | Does not appear |                 |                 | Veronika Bajerová |
| Eva Adonayla         | Paní Rodríguezová           |                 | Does not appear |                 |                 | Jana Hermachová   |
| Thelma Fardin        | Florencia "Flor" Balsanová  |                 | Does not appear | Does not appear |                 | Petra Horváthová  |
| Javier Rodriguez     | Profesor divadel. semináře  |                 | Does not appear | Does not appear | Does not appear | Jaroslav Horák    |
| Matías Strafe        | Profesor fotograf. semináře |                 | Does not appear | Does not appear | Does not appear | Petr Burian       |
| Giuliana Scaglione   | Mar                         |                 | Does not appear | Does not appear | Does not appear | Kateřina Petrová  |
| Gonzalo Cobo         | Oscar                       |                 | Does not appear | Does not appear | Does not appear | Pavel Dytrt       |
| Agustín Batallan     | Toni                        |                 | Does not appear | Does not appear | Does not appear | Petr Burian       |
| Camila Castro        | Ali                         |                 | Does not appear | Does not appear | Does not appear | Zdena Petrová     |
| Josefina Pieres      | Veronica "Vero"             |                 | Does not appear | Does not appear | Does not appear | Petra Horváthová  |
| Nahuel Castro Santos | Lolo                        |                 | Does not appear | Does not appear | Does not appear | Pavel Dytrt       |
| Micaela Magliocco    | Isa                         |                 | Does not appear | Does not appear | Does not appear | Kateřina Petrová  |
| Daiana Vecchio       | Carmen                      |                 | Does not appear | Does not appear | Does not appear | Adéla Kubačáková  |
| Melina Gallardo      | Sofia                       |                 |                 | Does not appear | Does not appear | Petra Horváthová  |
| Mirta Wons           | Olga                        | Does not appear |                 | Does not appear | Does not appear | Petra Jindrová    |
| Leo Trento           | Willy Star                  | Does not appear |                 | Does not appear | Does not appear | Marek Libert      |
| William Patrick      | Rosales                     | Does not appear | Does not appear |                 | Does not appear | Petr Burian       |
| Adriana Perewoski    | Vnímání                     | Does not appear | Does not appear |                 | Does not appear | Kateřina Petrová  |
| Luciano Correa       | Prezident VIDIE             | Does not appear | Does not appear |                 | Does not appear | Jiří Balcárek     |
| Roberto Ottini       | Pan Balsano                 | Does not appear | Does not appear |                 |                 | Otto Rošetzký     |
| Francisco Ortiz      | Patrício                    | Does not appear | Does not appear | Does not appear |                 | Petr Burian       |

### Ostatní role
| Herec / Postava      | Herec / Postava      | Série             | Série             | Série             | Série             | Série             | Český dabing      |
| Herec / Postava      | Herec / Postava      | 1A                | 1B                | 2A                | 2B                | 3A                | Český dabing      |
| -------------------- | -------------------- | ----------------- | ----------------- | ----------------- | ----------------- | ----------------- | ----------------- |
| Sebastián Villalobos | Sebastián Villalobos | speciální pozvání | Does not appear   | speciální pozvání | speciální pozvání | Does not appear   | Pavel Vondrák     |
| Darío Barassi        | Darío Barassi        | speciální pozvání | Does not appear   | Does not appear   | Does not appear   | Does not appear   | Petr Burian       |
| Dani Martins         | Dani Martins         | speciální pozvání | speciální pozvání | Does not appear   | Does not appear   | Does not appear   | Jiří Balcárek     |
| Sofia Carson         | Sofia Carson         | Does not appear   | speciální pozvání | Does not appear   | Does not appear   | speciální pozvání | Veronika Kubařová |
| Martina Stoessel     | Martina Stoessel     | Does not appear   | Does not appear   | speciální pozvání | speciální pozvání | Does not appear   | Anna Theimerová   |
| Bruno Heder          | Bruno Heder          | Does not appear   | Does not appear   | Does not appear   | speciální pozvání | Does not appear   | Petr Vágner       |
| Camila Fernández     | Camila Fernández     | Does not appear   | Does not appear   | Does not appear   | speciální pozvání | Does not appear   | Gabriela Heclová  |
| Sabrina Carpenter    | Sabrina Carpenter    | Does not appear   | Does not appear   | Does not appear   | speciální pozvání | Does not appear   | Sara Sandeva      |
| Dove Cameron         | Dove Cameron         | Does not appear   | Does not appear   | Does not appear   | Does not appear   | speciální pozvání | bude oznámeno     |
| Mia Jenkins          | Emma                 | Does not appear   | Does not appear   | Does not appear   | Does not appear   | speciální pozvání | bude oznámeno     |

## Ocenění a nominace
| Rok  | Ocenění                       | Kategorie                      | Oceněný               | Výsledek  |
| ---- | ----------------------------- | ------------------------------ | --------------------- | --------- |
| 2016 | Kids' Choice Awards Mexico    | Oblíbený herec                 | Michael Ronda         | nominace  |
| 2016 | Kids' Choice Awards Mexico    | Oblíbená herečka               | Karol Sevilla         | nominace  |
| 2016 | Kids' Choice Awards Mexico    | Oblíbený záporák               | Valentina Zenere      | vítězství |
| 2016 | Kids' Choice Awards Mexico    | Oblíbený TV seriál             | Soy Luna              | nominace  |
| 2016 | Kids' Choice Awards Colombia  | Oblíbený herec                 | Ruggero Pasquarelli   | vítězství |
| 2016 | Kids' Choice Awards Colombia  | Oblíbený herec                 | Michael Ronda         | nominace  |
| 2016 | Kids' Choice Awards Colombia  | Oblíbená herečka               | Karol Sevilla         | nominace  |
| 2016 | Kids' Choice Awards Colombia  | Oblíbená herečka               | Katja Martínez        | nominace  |
| 2016 | Kids' Choice Awards Colombia  | Oblíbený záporák               | Valentina Zenere      | vítězství |
| 2016 | Kids' Choice Awards Colombia  | Oblíbený TV seriál             | Soy Luna              | nominace  |
| 2016 | Kids' Choice Awards Argentina | Oblíbený herec                 | Ruggero Pasquarelli   | vítězství |
| 2016 | Kids' Choice Awards Argentina | Oblíbený herec                 | Michael Ronda         | nominace  |
| 2016 | Kids' Choice Awards Argentina | Oblíbená herečka               | Katja Martínez        | nominace  |
| 2016 | Kids' Choice Awards Argentina | Oblíbená herečka               | Karol Sevilla         | vítězství |
| 2016 | Kids' Choice Awards Argentina | Trendy kluk                    | Agustín Bernasconi    | vítězství |
| 2016 | Kids' Choice Awards Argentina | Trendy kluk                    | Lionel Ferro          | nominace  |
| 2016 | Kids' Choice Awards Argentina | Oblíbený záporák               | Valentina Zenere      | vítězství |
| 2016 | Kids' Choice Awards Argentina | Oblíbený TV seriál             | Soy Luna              | vítězství |
| 2016 | Meus Prêmios Nick             | Oblíbený mezinárodní program   | Soy Luna              | nominace  |
| 2017 | Kids' Choice Awards Mexico    | Oblíbený herec                 | Michael Ronda         | vítězství |
| 2017 | Kids' Choice Awards Mexico    | Oblíbená herečka               | Karol Sevilla         | nominace  |
| 2017 | Kids' Choice Awards Mexico    | Oblíbený TV seriál             | Soy Luna              | vítězství |
| 2017 | Kids' Choice Awards Colombia  | Oblíbený herec                 | Ruggero Pasquarelli   | vítězství |
| 2017 | Kids' Choice Awards Colombia  | Oblíbená herečka               | Karol Sevilla         | vítězství |
| 2017 | Kids' Choice Awards Colombia  | Trendy dívka                   | Valentina Zenere      | vítězství |
| 2017 | Kids' Choice Awards Colombia  | Oblíbený TV seriál             | Soy Luna              | vítězství |
| 2017 | Kids' Choice Awards Argentina | Oblíbený herec                 | Michael Ronda         | vítězství |
| 2017 | Kids' Choice Awards Argentina | Oblíbená herečka               | Carolina Kopelioff    | vítězství |
| 2017 | Kids' Choice Awards Argentina | Trendy kluk                    | Agustín Bernasconi    | vítězství |
| 2017 | Kids' Choice Awards Argentina | Oblíbený zloduch               | Valentina Zenere      | nominace  |
| 2017 | Kids' Choice Awards Argentina | Oblíbený TV seriál             | Soy Luna              | vítězství |
| 2017 | Meus Prêmios Nick             | Oblíbený mezinárodní TV seriál | Soy Luna              | vítězství |
| 2017 | Lunas del Auditorio           | Rodinná show                   | Soy Luna en Concierto | nominace  |
| 2017 | Tú Awards                     | #Obálka roku                   | Soy Luna              | nominace  |
| 2017 | Tú Awards                     | #Turné roku                    | Soy Luna en Concierto | nominace  |
| 2017 | Tú Awards                     | #Sexy kluk                     | Michael Ronda         | nominace  |
| 2017 | Tú Awards                     | #Sexy kluk                     | Ruggero Pasquarelli   | nominace  |
| 2018 | Premios ChipTV                | Hlavní mezinárodní seriál      | Soy Luna              | nominace  |